# Cand.scient.pol.
 Der er for få eller ingen kildehenvisninger i denne artikel, hvilket er et problem. Du kan hjælpe ved at angive troværdige kilder til de påstande, som fremføres i artiklen.

Cand.scient.pol. (latin: candidatus/candidata scientiarum politicarum) er en kandidatgrad i statskundskab, også kaldet politologi.
Den internationale betegnelse for graden er Master of Science in Political Science.
Kandidatuddannelsen i statskundskab er normeret til at vare 2 år og udbydes på Aarhus Universitet, Københavns Universitet og Syddansk Universitet. 
Uddannelsen i statskundskab indeholder kerneområderne almen statskundskab, sammenlignende statskundskab, international politik og offentlig forvaltning. Politisk teori og idéhistorie regnes nogle steder også som et kernefag. Dertil kommer andre samfundsvidenskabelige fag som sociologi, forvaltningsret og mikro- og makroøkonomi, samt en mængde valgfag. Uddannelsen til cand.scient.pol. indeholder desuden undervisning i samfundsvidenskabelig metode og videnskabsteori.
Cand.scient.pol.er bliver oftest ansat i centraladministrationen, regioner og kommuner samt interesseorganisationer. En del ansættes dog ligeledes i det private. Eksempelvis i konsulentbranchen. 
Ifølge Altinget.dk var næsten 20 pct. af Folketingets medlemmer i 2011 påbegyndt eller havde afsluttet en uddannelse i statskundskab.